# Muito Gelo e Dois Dedos d'Água
Muito Gelo e Dois Dedos d'Água é um filme brasileiro do gênero de comédia dirigido por Daniel Filho. Com roteiro de Alexandre Machado e Fernanda Young estrelado por Mariana Ximenes, Paloma Duarte, Thiago Lacerda e Ângelo Paes Leme.

## Sinopse
Roberta (Mariana Ximenes) e Suzana (Paloma Duarte) são irmãs e nutrem um desejo de vingança em relação à avó (Laura Cardoso), que durante a infância delas as atormentava com conceitos rígidos sobre etiqueta e educação. Agora em torno dos 30 anos, elas decidem sequestrar a avó e levá-la para a casa de praia da família. Juntamente com elas viaja Renato (Ângelo Paes Leme), um advogado que é amigo de Roberta e não sabe que no porta-malas está a avó dela. Ainda há Francisco (Thiago Lacerda), médico e marido de Suzana, que estranha a repentina viagem da esposa e, ao notar que alguns de seus medicamentos desapareceram, passa a crer que ela está usando entorpecentes.

## Elenco
- Mariana Ximenes como Roberta Franco[3]
- Paloma Duarte como Suzana Franco Ramos
- Ângelo Paes Leme como Renato
- Thiago Lacerda como Francisco Ramos
- Laura Cardoso como Avó Judite
- Aílton Graça como Sargento Nelson
- Carla Daniel como Cleuza
- Matheus Costa como Tiago Ramos
- Chico de Assis Carvalho como recruta Souza

## Produção
As filmagens foram iniciadas em novembro de 2005, algumas filmagens teve lugar em Maceió, capital alagoana. O diretor escolheu  locações para o filme, nas regiões urbanas e rurais de Alagoas. Em uma entrevista Daniel Filho disse que "O filme logo no início decola como uma animação e depois é cheio de efeitos computadorizados, para que o espectador perceba de cara o teor de fantasia que a história tem. E é lúdico, cheio de referências a Alfred Hitchcock e até a Lost".

## Recepção
Na Folha de S.Paulo, Sérgio Rizzo disse que "Daniel Filho dilui a subversão de seu filme com soluções fáceis e populares." Em sua crítica para o Cinema com Rapadura, Amanda Pontes disse que "investindo num humor com pretensões cult, Muito Gelo e Dois Dedos D'Água não convence nem como comédia despretensiosa. No mais, vemos uma trama desprovida de atrativos que acaba por irritar o espectador pela sua falta de propósito."
No CinePOP, Renato Marafon disse que "pateticamente engraçado, esta é a definição perfeita para o nacional Muito Gelo e Dois Dedos D'Água (...) Estrelado por astros globais, o filme tenta se manter no talento de seus protagonistas: Mariana Ximenes e Paloma Duarte dão o melhor de sí, mas não consegue segurar a pouca profundidade dada aos seus respectivos papéis, se perdendo em meio a trama. Mesmo assim, o filme funciona com o pretexto de uma produção boba, engraçada e divertida, e entretem a platéia. Afinal, se Hollywood pode criar filmes que servem somente para nos fazer rir, porque nós não podemos?"